# De Meulenaere
De Meulenaere of De Muelenaere was een notabele familie die van de 16de tot de 18de eeuw in Brugge gevestigd  was.

## Geschiedenis
Volgens de familietraditie was de familie De Meulenaere een notabele tot zelfs adellijke familie uit Holland, die in de vijftiende eeuw, tijdens de oorlog tussen de Hoeksen en de Kabeljauwsen naar Cadzand uitweek, waar ze zich aan de landbouw en de koophandel wijdde. De familienaam doet de hypothese rijzen dat het oorspronkelijk om molenaars ging. Ze waren in Cadzand onder meer actief in het droogmaken van polders en het klaarmaken van de gewonnen grond voor de huisvesting, de landbouw en de veeteelt. 
In de zestiende eeuw trouwde het eerst bekende familiehoofd Michiel de Meulenaere met Adriana Hendrickx. Hun zoon Pieter de Meulenaere († 1561) verhuisde naar Brugge waar hij zich als koopman vestigde. Hij kocht in 1547 het 'Hof van Saint-Pol', een herenhuis gelegen aan de voet van de Snaggaardsbrug langs de Langerei. Het was in de dertiende-veertiende eeuw de Brugse residentie van de Franse adellijke familie de Saint-Pol, van wie Jacques de Châtillon de voornaamste was. Later vestigde zich daar het klooster Sarepta. Pieter was in 1528 in Brugge getrouwd met Josine de Vale († 1582), de dochter van de schepen van het Brugse Vrije Willem de Vale. Het echtpaar werd in de Brugse Sint-Gilliskerk begraven.
Talrijke leden van de familie De Meulenaere werden lid van de Brugse stadsmagistraat, als raadslid, schepen of burgemeester, met burgemeester Alexander de Meulenaere als de voornaamste. Enkele onder hen werden lid van de magistraat van het Brugse Vrije. In de zeventiende eeuw waren er ook verschillende die, als koopman, lid werden van de Gilde van de Makelaars. Het ging (met de datum van eerste lidmaatschap) om: Joos (1648), Frans (1663), Jan (1669),  Jan (1670), Lodewijk (1774) en Joos de Meulenaere (1691).

## Genealogie
Pieter de Meulenaere en zijn vrouw Josine hadden acht kinderen. Zij en hun nazaten trouwden hoofdzakelijk met leden van notabele of adellijke Brugse families. 
- Pieter de Meulenaere x Josine de Vale.
  - Maria de Meulenaere († 1616) x Jacob de Damhouder, schepen en thesaurier van Brugge, zoon van Jan de Damhouder en Agnes Cnoop.
  - Josine de Meulenaere x Simon de Damhouder, broer van Jacob.
  - Adrienne de Meulenaere x Ghisleen Ketels, schepen van Brugge.
  - Catherine de Meulenaere x Antoine Voet, schepen van Brugge.
  - Zacharias de Meulenaere x Elisabeth Spormans, xx Claire d'Hamere. Ze hadden nakomelingen die zich in de omgeving van Tielt gingen vestigen.
  - Willem de Meulenaere († 1589) x Madeleine Weyts dit Van der Capellen († 1631). Ze werden begraven in de Brugse Onze-Lieve-Vrouwkerk.
    - Josine de Meulenaere x Pierre Bardeloos.
    - Bernard de Meulenaere, werd jezuïet.
    - Catherine de Meulenaere x Renier van der Plancke.
    - Willem de Meulenaere († 1659) x Clara Besoete († 1668). Ze hadden zeven kinderen.
      - Willem de Meulenaere († 1674), schepen en thesaurier van Brugge.
      - Alexander de Meulenaere († 1681), kanunnik van Sint-Donaas.
      - Josine de Meulenaere x Willem van de Woestyne († 1695), pensionaris van de stad Brugge.
      - Marie de Meulenaere († 1662), dominicanes.
      - Antoine de Meulenaere x Dorothea de Blende († 1683), xx Justine Baert.

    - Alexander de Meulenaere  (1587-1660) schepen en burgemeester van Brugge, x Jacoba d'Agua. Hij mag als de voornaamste telg uit deze familie beschouwd worden.
      - Matthias de Meulenaere, kapitein, gesneuveld in Venlo.
      - Jacob de Meulenaere († 1653) x Isabella de Maerschalck.
        - Jean-Jacques de Meulenaere x Catherine de Robiano, xx Anne le Ruffon.
          - Nicolas de Meulenaere, onderprior van de Abdij van Villers.
          - Alexander de Meulenaere, dominicaan.

      - Catharina de Meulenaere x Pierre Suckx, burgemeester van Brugge.
      - François de Meulenaere († 1653) x Isabelle de Gaulle († 1668). Het echtpaar kreeg vijf kinderen.
        - Boudewijn de Meulenaere x Jacqueline du Bois († 1695). Hij was schepen van Gent, heer van Puttershof.

  - Anna de Meulenaere x Jan de la Torre, lid van de Raad van Vlaanderen.
  - Michel de Meulenaere x Maria van Eeck. Hij was pensionaris van de stad Brugge.
    - Pierre de Meulenaere († 1615) x Marie van Belle († 1632), dochter van de eerste raadpensionaris van Brugge Jan-Baptist van Belle. Het echtpaar werd begraven in de Sint-Donaaskathedraal. Pierre was ontvanger van belastingen in het Westkwartier, schepen en thesaurier van Brugge. 
      - Maria de Meulenaere († 1673) x Jan van der Beke (1651), heer van Steenbeke, ontvanger van belastingen in Gent.
      - Josine de Meulenaere x Philippe Rapaert.
      - Jeanne de Meulenaere († 1675) x  Francisco de Aranda († 1663), burgemeester van Brugge.
      - Bernard de Meulenaere, jezuïet.
      - Isabelle de Meulenaere (†1675) x Jean-Baptiste Diericx († 1647), heer van Dambrugge, schepen van het Brugse Vrije. Het echtpaar werd begraven in de kerk van de predikheren.
      - Pieter de Meulenaere dit Van Belle († 1650), heer van Kemps, x Margaretha van Volden († 1666), dochter van Gerard van Volden. Het echtpaar had negen kinderen. Het werd in de Sint-Donaaskathedraal begraven.
        - Anne de Meulenaere x Paul Cobrysse († 1675), heer van Aarsele, burgemeester van Brugge.
        - Jeanne de Meulenaere, overste van de karmelietessen.
        - Thérèse de Meulenaere, ongeschoeide karmelietes.
        - Nicolas de Meulenaere dit van Belle, heer van Kemps, burgemeester van Brugge, x Isabelle de Maerschalck.
          - Isabelle de Meulenaere x Jacob Simon - de Ville († 1728), burgemeester en schepen van het Brugse Vrije.
          - Charles de Meulenaere, schepen van Brugge, lid van de Edele Confrérie van het Heilig Bloed.
          - Nicolas de Meulenaere († 1700), heer van Kemps x Maria Carena. Hij was erfachtig burgemeester van Aalst en schepen van het Brugse Vrije.
            - Marie-Marguerite de Meulenaere († 1741), dit van Belle, x Karel-Emmanuel Stochove (1690-1735), heer van Sint-Catharina, schepen van Brugge.
            - Nicolas de Meulenaere, dit van Belle († 1744), heer van Kemps, erfachtig burgemeester van Aalst, proost van de Brugse Rederijkerskamer van de H. Geest, x Isabelle de Corte († 1742), dochter van Claude de Corte, schepen van Brugge.
            - Charles de Meulenaere, dit van Belle († 1746) x Marie de Monget († 1742).

        - Maria de Meulenaere, ursuline in Sint-Omaars.
        - François de Meulenaere, infanteriekapitein.
        - Bernard de Meulenaere, in dienst van de bisschop van Münster.
        - Angelina de Meulenaere, priores van de benedictinessen in Brugge.

## Verspreiding
Familie De Meulenaere stierf in Brugge uit: tegen het midden van de achttiende eeuw was de familie uit Brugge verdwenen. Echter was de Gentse tak nog in leven, waarvan de kinderen van het echtpaar de Meulenaere en de Gaule zich verstigden in het Waasland, wiens kinderen huwden met het huis de Néve en de Castro y Toledo. In de late 18de eeuw stierf ook deze tak uit.